# Койвусаари (станция метро)
Койвусаари (фин. Koivusaari) или по-шведски Бьоркхолмен (швед. Bjorkholmen) — одна из восьми станций Хельсинкского метрополитена, открывшаяся в составе нового участка 18 ноября 2017 года. Станция расположена в западной части района Лауттасаари, между островами Лауттасаари и Койвусаари (из-за чего так станцию назвали), находится между станциями Лауттасаари до которой 1,6 км и Кейланиеми до которой 2,3 км.
Станция с одной островной платформой, располагается параллельно шоссе 51. Планируется, что пассажиропоток будет 10000 человек.

## Интересные факты
- Койвусаари — самая западная станция в Хельсинки, следующая станция Кейланиеми находится уже в городе Эспоо.
- Единственная в мире станция, расположенная под водой.
- Самая глубокая станция в Хельсинкском Метро (глубина заложения 33м).